# Coleophora fraudulentella
Coleophora fraudulentella é uma espécie de mariposa do gênero Coleophora pertencente à família Coleophoridae.